# Chicago (hudební skupina)
Chicago je pop-rock-blues-jazz-fusion skupina, založená roku 1967 v Chicagu, Illinois. Skupina začala jako politicky orientovaná, někdy experimentující rocková skupina, která se později přiklonila k měkčímu zvuku a stala se známou pro balady - hity, které produkovala ve velkém počtu. Skupina v 70. a 80. letech chrlila jeden hit za druhým. V počtu vydávaných alb a singlů byli druzí v pořadí za skupinou Beach Boys a řadí se k nejdéle fungujícím a nejúspěšnějším pop/rock and rollovým skupinám v USA. Podle časopisu Billboard šlo o nejúspěšnější americkou skupinu hitparád 70. let ve Spojených státech. Mezi největší hity kapely patří balady If You Leave Me Now, Hard to Say I'm Sorry a Look Away – všechny dosáhly na první místo amerického žebříčku Billboard Hot 100.

## Biografie

### Začátky
Skupina se zformovala, když několik studentů hudby na DePaul University začalo hrát na šňůře nočních jamů v klubech univerzitních prostor i mimo ně. Přidali se další členové a skupina se rozrostla na sedm hráčů, stali se profesionály a začali si říkat The Big Thing (Velká věc). Skupina představovala neobvyklou a neobvykle všestrannou sestavu instrumentalistů, včetně saxofonisty Waltera Parazaidera, trombonisty Jamese Pankowa a trumpetisty Lee Loughnanea, společně s tradičnějšími rockovými nástroji, které představovali kytarista Terry Kath, klávesista Robert Lamm, bubeník Danny Seraphine a basista Peter Cetera (který se k původní skupině připojil jako poslední). Zatímco získávali úspěchy s převzatými skladbami, pracovala skupina na svých původních písních a v roce 1968 se přestěhovali do Los Angeles v Kalifornii a pod vedením jejich kamaráda Jamese Williama Guercioa podepsali smlouvu s Columbia Records. Ovlivněni svou první nahrávkou, realizovanou začátkem roku 1969, skupina přijala nové jméno, Chicago Transit Authority.
Stejnojmenné první album The Chicago Transit Authority, bylo odvážným debutem: obsáhlé double album (od začínající skupiny dosud neslýchané, porovnávat s ním se snad mohlo jenom „Freak Out!“ od Mothers of Invention).

## Diskografie

### Alba
- 1969: Chicago Transit Authority
- 1970: Chicago II
- 1971: Chicago III
- 1971: At Carnegie Hall (Chicago IV)
- 1972: Chicago V
- 1973: Chicago VI
- 1974: Chicago VII
- 1975: Chicago VIII
- 1975: Chicago IX: Chicago’s Greatest Hits
- 1976: Chicago X
- 1977: Chicago XI
- 1978: Hot Streets
- 1979: Chicago 13
- 1980: Chicago XIV
- 1981: Greatest Hits, Volume II
- 1982: Chicago 16